# Siphocampylus tuberculatus
Siphocampylus tuberculatus là loài thực vật có hoa trong họ Hoa chuông. Loài này được E.Wimm. miêu tả khoa học đầu tiên năm 1948.